# داء ويبل
داء ويبل(بالإنجليزية: Whipple's disease)‏ مرض نادر ينتمي لفئة الأمراض الانتانية، وهو إنتان جرثومي حيث تغزو الجراثيم البلعم حتى الجدران المعوية، ويصيب الشخص بإسهال دهني وتضخم العقدة اللمفاوية المتعمم والتهاب المفاصل والحمى والسعال.
مرض ويبل غالباً ما يصيب الجهاز الهضمي، ويتداخل مع الهضم الطّبيعي، ويعيق تفكيك الأغذية؛ مثل الدّهون والكربوهيدرات، ويعيق قدرة الجّسم على امتصاص المواد المغذية. بالإضافة إلى السبيل الهضمي، يمكن أن يصيب داء ويبل أعضاء أُخرى؛ بما في ذلك الدماغ والقلب، والمفاصل، والعينين.

## الأعراض
قد يصيب أي عضو في الجسم ولكنه أكثر شيوعاً يرتبط انتشاره بالأمعاء الدقيقة.
1- سوء الامتصاص المعوي وما يرافقه من أعراض مثل إسهال، انتفاخ في البطن، ألم في البطن، نقص في الوزن
2- ارتفاع في الحرارة
3- فقر الدم
4- اعتلال العقد اللمفية
5- آلام مفصلية والتهاب المفاصل
6- التهاب التامور
7- أعراض عصبية مركزية
8- زيادة التصبغيات الجلدية

## العلاج
لا يوجد حالياً علاج مثالي للمرض ولكن بدون العلاج الملائم، فقد يكون داء ويبل شديداً أو حتّى يودي بالحياة. لكن مهما كان العضو المصاب في داء ويبل، فإن المضادات الحيويّة يمكن أن توفر العلاج الناجح، وتعطى بعض العقاقير للمرضى مثلː
- (Benzylpenicillin) بنزيل بنسيلين
- (penicillin G) بنسيلين جي
- (Cefotaxime) سيفوتاكسيم
- (Ceftriaxone) سيفترياكسون[4]

## وصلات إضافية
- "Whipple's Disease". National Digestive Disease Information Clearinghouse NDDIC. مؤرشف من الأصل في 2014-06-18.
- "European Network on Tropheryma whipplei infection". مؤرشف من الأصل في 2017-12-29. اطلع عليه بتاريخ 2010-11-15.
- Whipple's disease على الطبعة المحلية من دليل ميرك للتشخيص والعلاج [الإنجليزية]‏